# 錫達維爾 (麻薩諸塞州)
錫達維爾（英語：Cedarville）是位於美國麻薩諸塞州普利茅斯縣的一個非建制地區。

## 地理
錫達維爾所處的海拔為高於海平面15米（即49英呎），而該地所採用的時區為UTC-5，即北美东部時區（EST）。同時該地設有夏令時間，為UTC-5調快一小時，即UTC-4（EDT）。